# Broom (Bedfordshire)
Pour l’article homonyme, voir Broom.
Broom est un village anglais situé dans la région de Central Bedfordshire.

## Histoire
Le nom du village se réfère à la fleur en anglais.

## Démographie
Le recensement de 2011 comptabilise 579 habitants.